# Duboko u šumi
Duboko u šumi je film iz 2006. godine.

## Radnja
Mala družina odlazi na izlet na Kozaru. Istovremeno iz zatvora beže trojica opasnih robijaša. Igrom slučaja njihovi putevi se ukrste i oni otimaju Lanu – simpatičnu devojčicu crne kose. Odlučujuću ulogu u njenom spasavanju odigraće Mihajlo – debeljuškasti dečak koji je zbog svoje nespretnosti i sklonosti da piše poeziju ismejavan od ostatka družine. Upravo on, kroz niz napetih i komičnih situacija, uspeva da spase, ne samo Lanu, već i ostatak družine od opasnih razbojnika. Na kraju svi prihvataju debeljuškastog pesnika kao heroja.

## Uloge
| Glumac          | Uloga                 |
| Nemanja Brdar   | Mihajlo               |
| Jelena Kecman   | Lana                  |
| Ljuban Šipka    | Ljuban                |
| Daliborka Dekić | Kova                  |
| Boris Marčetić  | Goran                 |
| Slaven Bukva    | Vođa                  |
| Slaven Trebovac | Stamenko              |
| Dean Batoz      | Kalauz                |
| Dragan Batoz    | Čiča Jovan            |
| Radenko Bilbija | Majstor               |
| Mladen Vlačina  | Prodavač Stevo        |
| Maja Radonjić   | Prodavačica iz kioska |
| Dragiša Stojnić | Brane                 |

## Spoljašnje veze
- Duboko u šumi (cinemacity.org)